# 4-й проезд Подбельского
Четвёртый прое́зд Подбе́льского — проезд, расположенный в Восточном административном округе города Москвы на территории района Богородское.

## История
Проезд получил своё название 12 марта 1954 года по нахождению на территории бывшего посёлка имени Подбельского; посёлок был построен в 1920-х годах по инициативе работников связи близ села Богородское и получил имя народного комиссара почт и телеграфа РСФСР В. Н. Подбельского (1887—1920).

## Расположение
4-й проезд Подбельского проходит от 3-го проезда Подбельского на юго-восток до 5-го проезда Подбельского.

## Примечательные здания и сооружения
По нечётной стороне:
По чётной стороне:

## Транспорт

### Автобус
- 80: ходил до 2021 года, от 5-го до 3-го проезда Подбельского

### Метро
- Станция метро «Бульвар Рокоссовского» Сокольнической линии — юго-восточнее проезда, на Ивантеевской улице

### Железнодорожный транспорт
- Станция МЦК «Бульвар Рокоссовского» — юго-восточнее проезда, на 6-м проезде Подбельского.